# Unités mixtes des instituts français de recherche à l'étranger
Ne pas confondre avec les instituts français (établissements culturels et de coopération) relevant du ministère chargé des Affaires étrangères.
Le réseau des Unités mixtes des instituts français de recherche à l'étranger (UMIFRE, anciennement IFRE) comprend 27 centres de recherche répartis, avec leurs antennes, dans près de 40 pays sur tous les continents. Ces instituts de recherche sont placés sous la cotutelle du ministère français chargé des Affaires étrangères (Direction générale de la mondialisation (DGM) - Direction de la culture, de l'enseignement, de la recherche et du réseau (DCERR) - Sous-direction de l'Enseignement supérieur et de la recherche (ESR)) et du CNRS. Ces instituts ont été créés en plusieurs vagues, depuis les années 1920 jusqu'à la fin du XXe siècle.
Les 27 instituts français de recherche à l'étranger coopèrent avec les institutions universitaires et de recherche des pays d'accueil et les organisations françaises de recherche en sciences humaines et sociales, comme, en particulier l'Institut de recherche pour le développement (IRD), les Maisons des sciences de l'homme (MSH), l'École pratique des hautes études (EHPE), l'École des hautes études en sciences sociales (EHESS) et des universités françaises.
L'ensemble des activités et des productions scientifiques du réseau des Instituts français de recherche dans le monde est présenté sur le site officiel des UMIFRE (agenda, actualités, publications, programmes de recherche, ressources électroniques).

## Les 27 instituts français de recherche à l'étranger
| Nom                                                                     | Sigle        | Ville                 | Pays                 |
| ----------------------------------------------------------------------- | ------------ | --------------------- | -------------------- |
| Centre de recherche français à Jérusalem                                | CRFJ         | Jérusalem             | Israël               |
| Centre de sciences humaines (d)                                         | CSH          | New Delhi             | Inde                 |
| Centre d'études et de documentation économiques, juridiques et sociales | CEDEJ        | Le Caire Khartoum     | Égypte Soudan        |
| Centre d'études français sur la Chine contemporaine                     | CEFC         | Hong Kong Taipei      | Chine Taïwan         |
| Centre d'études mexicaines et centraméricaines                          | CEMCA        | Mexico Guatemala      | Mexique Guatemala    |
| Centre français de recherche en sciences sociales                       | CEFRES       | Prague                | Tchéquie             |
| Centre français des études éthiopiennes                                 | CFEE         | Addis-Abeba           | Éthiopie             |
| Centre français de recherche de la péninsule Arabique                   | CEFREPA      | Koweït                | Koweït               |
| Centre d'études franco-russe de Moscou                                  | CEFR         | Moscou                | Russie               |
| Centre Jacques-Berque                                                   | CJB          | Rabat                 | Maroc                |
| Centre Marc-Bloch                                                       | CMB          | Berlin                | Allemagne            |
| Délégation archéologique française en Afghanistan                       | DAFA         | Kaboul                | Afghanistan          |
| Institut de recherche sur le Maghreb contemporain                       | IRMC         | Tunis                 | Tunisie              |
| Institut de recherche sur l'Asie du Sud-Est contemporaine               | IRASEC       | Bangkok               | Thaïlande            |
| Institut français de Pondichéry                                         | IFP          | Pondichéry            | Inde                 |
| Institut français de recherche en Afrique                               | IFRA-Nairobi | Nairobi               | Kenya                |
| Institut français de recherche en Afrique (d)                           | IFRA-Nigeria | Ibadan Zaria          | Nigeria              |
| Institut français de recherche en Iran                                  | IFRI         | Téhéran               | Iran                 |
| Institut français du Proche-Orient                                      | IFPO         | Damas Beyrouth Amman  | Syrie Liban Jordanie |
| Institut français d'Afrique du Sud                                      | IFAS         | Johannesbourg         | Afrique du Sud       |
| Institut français d'études anatoliennes Georges-Dumézil                 | IFEA         | Istanbul              | Turquie              |
| Institut français d'études andines                                      | IFEA         | Lima Quito (antenne)  | Pérou Équateur       |
| Institut français d'études sur l'Asie centrale                          | IFEAC        | Bichkek               | Kirghizistan         |
| Maison française d'Oxford                                               | MFO          | Oxford                | Royaume-Uni          |
| Maison franco-japonaise                                                 | MFJ          | Tokyo                 | Japon                |
| Institut franco-allemand de sciences historiques et sociales (de)       | IFRA-SHS     | Francfort-sur-le-Main | Allemagne            |
| Section française de la direction des antiquités du Soudan              | SFDAS        | Khartoum              | Soudan               |

## Les cinq Écoles françaises
La France dispose également de cinq écoles françaises à l'étranger, rattachées au ministère chargé de l'Enseignement supérieur et de la Recherche et non au ministère chargé des Affaires étrangères.
| Nom                                       | Sigle | Ville    | Pays    | Remarque                                                                |
| ----------------------------------------- | ----- | -------- | ------- | ----------------------------------------------------------------------- |
| Casa de Velázquez                         |       | Madrid   | Espagne |                                                                         |
| École française d'Athènes                 | EFA   | Athènes  | Grèce   |                                                                         |
| École française de Rome                   | EFR   | Rome     | Italie  | Sous la tutelle de l'Académie des inscriptions et belles-lettres.       |
| École française d'Extrême-Orient          | EFEO  | Paris    | France  | L'EFEO dispose de 15 centres en Inde et en Asie de l'Est et du Sud-Est. |
| Institut français d'archéologie orientale | IFAO  | Le Caire | Égypte  |                                                                         |